# Baszta nad Wodą

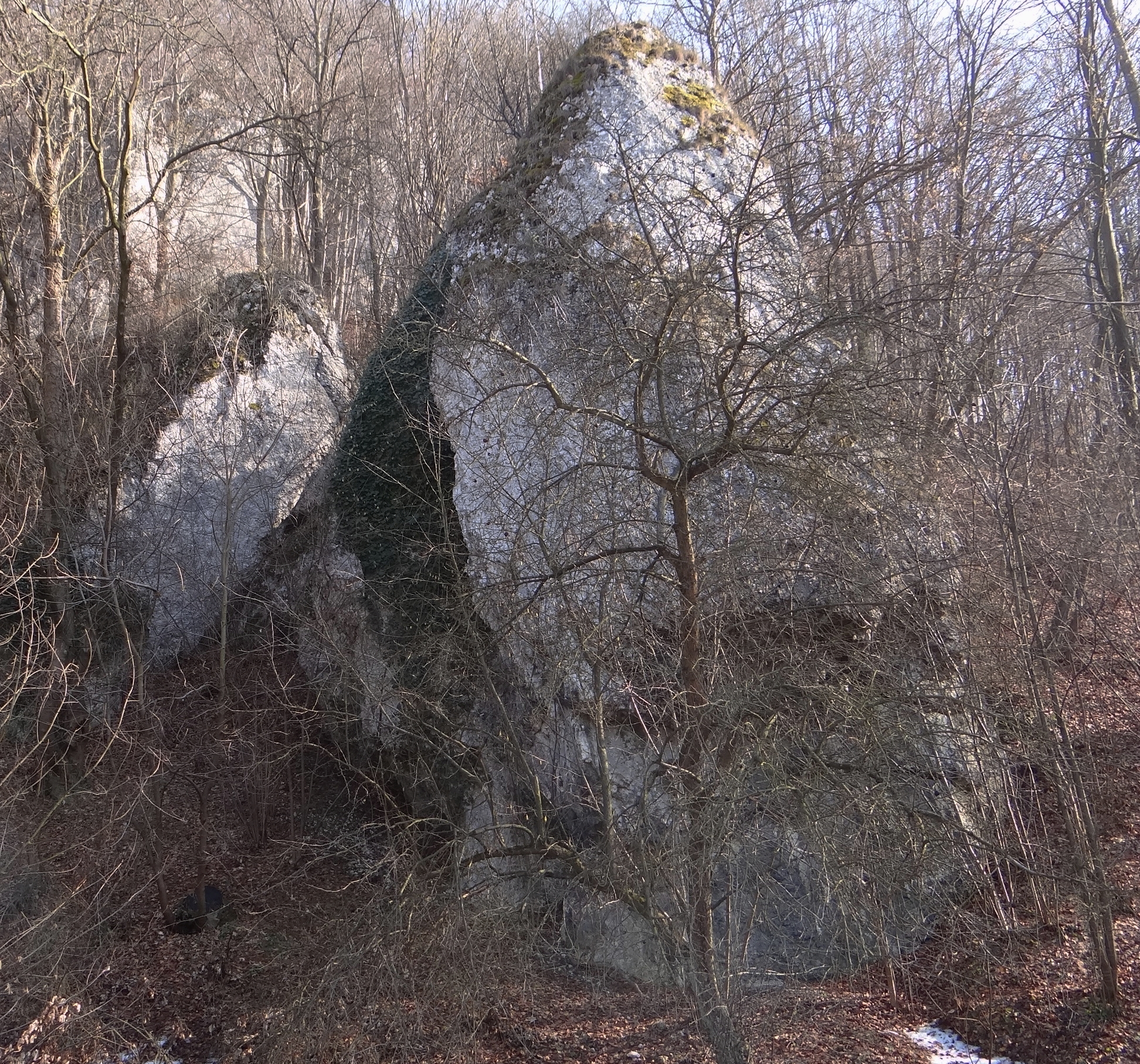

Baszta nad Wodą – skała w Dolinie Będkowskiej na Wyżynie Krakowsko-Częstochowskiej. Znajduje się u podnóży orograficznie lewych zboczy dolnej części Doliny Będkowskiej, na skraju lasu. Jest dobrze widoczna z drogi biegnącej dnem doliny. Administracyjnie znajduje się w granicach wsi Będkowice w województwie małopolskim, w powiecie krakowskim, w gminie Wielka Wieś.
Skała zbudowana jest z twardych wapieni i ma postać turni o wysokości 8–10 m. Ściany połogie, pionowe lub przewieszone. Na zachodniej ścianie wspinacze skalni poprowadzili jedną drogę wspinaczkową (Lżyć, upadlać, lekceważyć) o trudności VI w skali Kurtyki. Nie ma asekuracji. W skale znajduje się Szczelina z Gzymsem.
Dnem Doliny Będkowskiej prowadzi droga, a nią szlak turystyczny.

## Szlaki turystyki pieszej
Dolina Będkowicka – Brama Będkowska – Wąwóz Będkowicki – Będkowice – Dolina Kobylańska – Kobylany.